# A Sombra dos Abutres
A Sombra dos Abutres é um filme português, do género drama. Foi realizado e escrito por Leonel Vieira, que com este filme se estreou em realização para cinema, no ano de 1998.

## Enredo
Trás os Montes, 1962. Daniel (Vítor Norte), o seu cunhado Zé (Diogo Infante) e o seu filho Abílio (Ivo Serra) vivem uma vida de pobreza e sonham emigrar. Daniel sustenta os três como pode trabalhando numa mina, onde faz circular propaganda contra o regime, acções que o fizeram no passado ser perseguido e preso pela PIDE. Apesar disso, Daniel planeia sabotar o trabalho da mina em resposta às condições de trabalho desumanas às quais ele e os colegas de trabalho são sujeitos. Quando dois agentes surgem para o deter, Abílio tenta impedi-los, acabando baleado. Os agentes levam Daniel, mas Zé intercepta-os e acaba por matar ambos os agentes. Os dois fogem na viatura dos agentes, juntamente com Abílio, que está gravemente ferido, e tentam chegar à fronteira, mas quando se apercebem que nunca vão conseguir atravessar a alfândega de carro decidem tentar chegar a Espanha pelo Rio Douro. Entretanto, o carro onde se deslocam fica sem combustível. Daniel e Zé atiram-no por uma ribanceira. Sem transporte e sem comida, acabam por encontrar uma quinta perto de Miranda do Douro, cujo dono (José Eduardo) os acolhe e protege. Apesar de ser atendido por um médico, Abílio acaba por morrer e é enterrado na quinta. António decide ajudar Zé e Daniel a fugirem para França, por intermédio de um passador. Entretanto, um inspector da PIDE (José Wallenstein) é destacado de Lisboa para lidar com o caso, mobilizando os activos da GNR na região para empreender uma caça ao homem, interrogando o médico e acabando por chegar à quinta de António. De início não descobre indícios, mas quando o carro da fuga é descoberto, os cães-polícia acabam por levar os agentes até ao local onde Abílio foi enterrado. António é preso e torturado para revelar o nome do passador que ajudou Daniel e Zé a fugir. Em Espanha, a carrinha onde ambos viajam às escondidas é interceptada pela Guardia Civil e pelo inspector da PIDE numa ponte. Quando percebe que foram descobertos, Zé tenta fugir mas é morto a tiro pelos soldados. Daniel pega na arma que tem no bolso e dispara sobre o inspector da PIDE, atirando-se do alto da ponte, ao mesmo tempo que os soldados disparam sobre ele.

## Recepção
A Sombra dos Abutres teve uma passagem discreta pelas salas de cinema, tendo apenas estreado após o sucesso comercial do segundo filme de Leonel Vieira, Zona J.
Luís Miguel Oliveira, crítico do jornal Público, afirmou que "A Sombra dos Abutres" é um filme um pouco "perro" onde as costuras estão quase todas à mostra". Vasco Câmara foi ainda mais crítico, afirmando que "o filme fica marcado por um "neo-realismo" balofo que afecta o didactismo de que o filme se investe com a estreia à beira das comemorações do 25 de Abril. Ainda por cima "A Sombra dos Abutres" vem a seguir a "Cinco Dias, Cinco Noites", de Fonseca e Costa: a comparação é imediata, dá um tom perverso de colagem, e é desfavorável em relação ao filme de Leonel Vieira".
O filme teve uma boa recepção nos festivais de cinema onde passou, tendo vencido o Prémio do Público no Festival Caminhos do Cinema Português, o prémio do júri no Festróia, os prémios de Melhor Filme, Melhor Actor e Melhor Fotografia no Festival de Gramado e o prémio de Melhor Fotografia no Festival Madridimagen. Vítor Norte ganhou também o prémio de Melhor Actor nos Globos de Ouro de 2000, juntamente com a sua prestação no filme Jaime.
Elenco
- Vítor Norte - Daniel
- Diogo Infante - Zé
- José Eduardo - António
- José Wallenstein - Pide
- Fátima Belo - Helena
- Raquel Maria - Maria
- Orlando Costa - Polícia n.º 1
- António Melo - Polícia n.º 2
- Luís Alberto - professor
- Canto e Castro - Coronel